# Citorek Sabrang
Citorek Sabrang is een bestuurslaag in het regentschap Lebak van de provincie Banten, Indonesië. Citorek Sabrang telt 1428 inwoners (volkstelling 2010).